# 内藤慎平
内藤 慎平（ないとう しんぺい、1982年6月12日 - ）は、日本の元ラグビー選手。秋田工業高校のコーチを経て、その後秋田県立金足農業高等学校で監督を務めたのち、2025年より母校である秋田県立秋田高等学校で監督を務める。

## プロフィール
- 秋田県秋田市出身[1]。
- ポジションはウィング(WTB)、フルバック(FB)。
- 身長 175cm、体重 85kg
- U21日本代表に選ばれたことがある[2]。
- 父の徳男は男鹿工業高校ラグビー部の元監督[3]。

## 略歴
2001年、秋田県立秋田高等学校卒業後、早稲田大学に入る。
2005年、早稲田大学卒業後、トヨタ自動車ヴェルブリッツに加入。同年12月4日に行われたジャパンラグビートップリーグ第8節のクボタスピアーズ戦に先発出場で公式戦初出場を果たす。
2011年、現役を引退した。